# 112 (gruppo musicale)
112 è un quartetto R&B statunitense proveniente da Atlanta, in Georgia.

## Storia del gruppo
I 112 si formano ad Atlanta, Georgia e sono il primo gruppo vocale urban ad emergere all'interno dell'etichetta Bad Boy Records di Puff Daddy. Nel 1996 il loro album di debutto 112 ottiene un ottimo successo diventando doppio platino, trainato dai singoli Only You e Cupid. Il gruppo partecipa a parecchie collaborazioni con altri artisti della propria etichetta, come Notorious B.I.G. nella canzone Sky's the Limit, ma anche con Ma$e e lo stesso Puff Daddy.
Al loro album di debutto seguiranno altri due dischi con la Bad Boy, Room 112 del 1998 e Part III del 2001.
Nel 2003 il gruppo incide il proprio quarto album in studio intitolato Hot & Wet. Il disco viene pubblicato grazie ad una collaborazione tra la Bad Boy e la Def Soul, label di proprietà della Def Jam Recordings. L'album è anticipato dal singolo Na, Na, Na realizzato con la partecipazione dell'artista dancehall Super Cat. Hot & Wet è l'ultimo album della band con la Bad Boy, l'etichetta che li ha lanciati nel mondo discografico. Due anni dopo 112 danno alla luce il secondo disco con la Def Jam, questa volta in esclusiva per l'etichetta, intitolato Pleasure & Pain.
Nel 2007 112 lasciano la Def Jam e fondano la propria etichetta One Twelve Music Group, stringendo un'alleanza con l'etichetta di Irv Gotti, The Inc. Records, anch'essa fuoriuscita dalla Def Jam. Daron Jones lascia il gruppo per proseguire progetti da solista ma nel 2008 rientra nel gruppo. Anche gli altri componenti del gruppo si dedicano ad incidere materiale solista o collaborazioni: Slim è il primo ad incidere un album, intitolato Love's Crazy mentre Michael Keith realizza un album omonimo acquistabile solo tramite supporto digitale. Q e Daron sono invece in attesa di pubblicare ognuno i propri lavori solisti.
Nel 2010 Q annuncia via Twitter che i 112 starebbero lavorando ad un nuovo album e che del gruppo farebbero parte Daron, Mike e lo stesso Q.

## Formazione
- Quinnes Parker (Q) (1996-)
- Daron Jones (Daron) (1996-)
- Michael Keith (Mike) (1996-)
- Marvin Scandrick (Slim) (1996-2010)

## Discografia

### Album
- 1996 – 112 (Bad Boy)
- 1998 – Room 112 (Bad Boy)
- 2001 – Part III (Bad Boy)
- 2003 – Hot & Wet (Bad Boy / Def Soul)
- 2005 – Pleasure & Pain (Def Soul)

### Solo album
- 2008 – Love's Crazy di Slim (M3 / Asylum)
- 2008 – Michael Keith di Michael Keith

## Grammy Award
- 1997: Miglior Performance Rap da Gruppo o Duo: "I'll Be Missing You" (Puff Daddy, Faith Evans e 112) VINTO
- 2001: Miglior Gruppo o Duo R&B: "Peaches & Cream" NOMINATA